# Замок (Львівський район)
За́мок — село в Україні, у Львівському районі Львівської області. Населення становить 626 осіб. Орган місцевого самоврядування — Добросинсько-Магерівська сільська рада.

## Історія
Перша згадка про село Замок (Руда Магерівська) сягає 1424 року.
У 1720 році село Замок (Замок Магерівський) складалось з наступних присілків: Кожушки, Забава, Козаки, Думичі, Романи, Мавдрики, Іванці.
Село належало до Равського повіту. На 01.01.1939 в селі проживало 1400 мешканців, з них 1150 українців-грекокатоликів, 90 українців-римокатоликів, 20 поляків, 70 польських колоністів міжвоєнного періоду, 71 євреїв.

## Пам'ятки
- Замківський замок